# Jean Howard Hagstrum
Jean H. Hagstrum (* 25. März 1913 in Saint Paul, Minnesota; † 5. November 1995 in Tucson, Arizona) war ein US-amerikanischer Literaturwissenschaftler und John-C.-Shaffer-Professor für Englisch an der Northwestern University in Evanston, Illinois.

## Leben und Wirken
Hagstrum lehrte von 1941 bis 1981 an der Northwestern University. Er war ein angesehener Dozent der Literatur des 18. Jahrhunderts und der Romantik. Während seiner 40 Jahre an der Northwestern University war er einer der Mitbegründer des Wohn-College-Systems. Er war Vorsitzender der Englisch-Abteilung. Er leitete die Herausgabe des "Community-of-Scholars"-Berichts und veranstaltete eine der ersten Alumni-Kolloquien zum Thema "Sex und Sinnlichkeit." Hagstrum veröffentlichte viele Arbeiten auf dem Gebiet der Literatur des 18. Jahrhunderts und der Romantik. Er befasste sich vornehmlich mit den Beziehungen zwischen Poesie und Malerei. Sein Ansatz war nicht nur historisch, sondern auch psychologisch.
Er war der Autor mehrerer Bücher, darunter "Enlivened by Desire: The Couple from Homer to Shakespeare," was ihm den Aldo-Scaglione-Preis für Herausragende Leistungen (Distinguished Achievement) der Modern Language Association einbrachte. Er war Ehrengast beim Treffen von 1995 der American Society for Eighteenth-Century Studies.
Hagsturm war verheiratet und hatte zwei Töchter, Katherine Hagstrum und Phyllis Meshulam.

## Ehrungen
Hagsturm war im Jahr 1974 ein Guggenheim-Stipendiat. 1990 wurde er in die American Academy of Arts and Sciences gewählt. Die Fakultät für Englisch der Northwestern University hat den Empfangsraum in der Bibliothek der Aula zu seinen Ehren als "Hagstrum Room" benannt.

## Publikationen
- Esteem Enlivened by Desire: The Couple from Homer to Shakespeare
- Sex and Sensibility: Ideal and Erotic Love from Milton to Mozart
- The Sister Arts: The Tradition of Literary Pictorialism and English Poetry from Dryden to Gray
- Eros and Vision: The Restoration to Romanticism
- The Romantic Body: Love and Sexuality in Keats, Wordsworth, and Blake (Hodges Lectures)